# Valeriana isoetifolia
Valeriana isoetifolia är en kaprifolväxtart som beskrevs av Ellsworth Paine Killip. Valeriana isoetifolia ingår i släktet vänderötter, och familjen kaprifolväxter. Inga underarter finns listade i Catalogue of Life.